# الدوري الفيكتوري الممتاز 2009
الدوري الفيكتوري الممتاز 2009 هو موسم من الدوري الفيكتوري الممتاز ‏. فاز فيه Altona Magic SC ‏.